# Sweetener
Sweetener је четврти студијски албум америчке певачице Аријане Гранде. Издат 17. августа 2018. године, кроз музичку кућу Republic Records. Албум је наследник њеног трећег студијског албума Dangerous Woman (2016), и на албуму гостују музичари Миси Елиот, Ники Минаж, и Фарел Вилијамс.
Водећи сингл, „No Tears Left to Cry“, је издат 20. априла 2018. и дебитовао је на месту број 3 на Billboard Hot 100 листи. Промо сингл, „The Light Is Coming“, са Ники Минаж, је издат 20. јуна 2018, заједно са пред-наруџбином албума. Други сингл, „God Is a Woman“, је објављен 20. јула 2018.

## Дешавања
Гранде је 13. новембра 2016. на Снепчету изјавила да је завршила свој четврти албум. Касније је појаснила рекавши: „Нисам мислила направити албум, а и не знам да ли је уопште урађен, али имам пуно песама које јако јако волим. Радим пуно, стварам и осећам се инспирисано.“ У децембру 2017. потврдила је да и даље ради на новом албуму.
Аријанин менаџер Скутер Браун рекао је за Variety да албум има зрелог звука: „Време је да [Аријана] да пева песме које дефинишу … Витни, Марају, Адел — када оне певају, то је њихова песма. Аријана има велики вокал; време је за њену песму.“ Фарел Вилијамс је изјавио за Los Angeles Times: „Ствари које [Аријана] може да каже о овом албуму, је да је леп на вишем нивоу.“ Продуценти Макс Мартин и Саван Котеча су касније потврдили да су сарађивали са Аријаном на новом албуму. Гранде је 28. децембра 2017. поделила неколико слика док је била у студију током године. Следеће недеље, Гранде је поделила исечак са њеног албума на Instagram, која је касније откривена као песма под називом „Get Well Soon“.
Дана 16. априла 2018. најављено је да ће Гранде померити излазак свог водећег сингла на 20. април 2018. због објављивања албума Пост Палонеа Beerbongs & Bentleys 27. априла. Аријана је 17. априла 2018. најавила да ће водећи сингл на њеном новом албуму, „No Tears Left to Cry“, бити издат 20. априла 2018.
Током емисије Џимија Фелона, Гранде је рекла да ће се њен албум звати Sweetener. Она је рекла да је смисао иза наслова: „То је као да доносимо светлост ситуацији или нечијем животу, или неко ко вам даје светлост у животу и слатку ситуацију.“ У мају 2018. наслов чланка у часопису Time Зема Ланскија напомиње, да је по први пут Гранде „преузела вођство у писању“. Крајем маја 2018. је најавила да ће албум имати 15 песама и 3 дуета, укључујући Ники Минаж.
Гранде је 2. јуна 2018. на Ванго Танго фестивалу најавила да ће албум бити доступан за пред-поруџбину 20. јуна 2018 и да ће песма „The Light Is Coming“ бити објављена истог дана.

## Промоција
Гранде је била тиха на друштвеним мрежама након што је поделила исечак са албума 31. децембра 2017. Гранде је 17. априла 2018. прекинула тишину тако што је поделила исечак водећег сингла албума, „No Tears Left to Cry“, који је издат 20. априла 2018. уз музички спот. Она је први пут извела песму на Коачела фестивалу касније те ноћи. Аријана је најавила наслов албума и неколико наслова песама током гостовања у емисији Џимија Фелона 1. маја 2018, непосредно пре извођења песме „No Tears Left to Cry“. Аријана је такође отворила 2018 ''Billboard'' Music Awards са наступом њене песме 20. маја 2018. године. Гранде је 2. јуна 2018. наступила на Ванго Танго фестивалу у Калифорнији, завршавајући њен наступ изведбом песме „No Tears Left to Cry“ и такође је поделила исечак песме „The Light is Coming“.

## Синглови
Главни сингл албума, „No Tears Left to Cry“, је објављен 20. априла 2018. Песма је дебитовала и остварила најбољи успех на трећем месту на Billboard Hot 100 листи, постајући Аријанина девета Hot 100 топ 10 песма и шеста песма која је дебитовала у топ 10, везујући Гранде са Лејди Гагом и Ријаном са шест песама које су дебитовале у топ 10. Сингл је учинио Аријани да буде први уметник у 59-годишњој историји листе која је дебитовала у топ 10 са водећим сингловима са својих првих 4 албума.
Други сингл, „God Is a Woman“, је објављен 20. јула 2018.

### Промо синглови
Први промо сингл, „The Light Is Coming“, са Ники Минаж, је објављен 20. јуна 2018, уз пред-наруџбину њеног четвртог албума.

## Списак песама
- „Raindrops (An Angel Cried)“[17] — 0:38
- „Blazed“ (и Фарел Вилијамс)[17] — 3:16
- „The Light Is Coming“ (и Ники Минаж)[17] — 3:48
- „R.E.M“[17] — 4:05
- „God Is a Woman“[17] — 3:17
- „Sweetener“[17] — 3:28
- „Successful“[17] — 3:48
- „Everytime“[17] — 2:52
- „Breathin“[17] — 3:18
- „No Tears Left to Cry“[17] — 3:25
- „Borderline“ (и Миси Елиот)[17] — 2:57
- „Better Off“[17] — 2:51
- „Goodnight n Go“[17] — 3:09
- „Pete Davidson“[17] — 1:13
- „Get Well Soon“[17] — 5:22